# Joseph Frécaut
Joseph Victor Nicolas Frecaut (1890-1952) est un instituteur lorrain, né à Chicourt en 1890, en Moselle annexée, et mort à Liocourt (Moselle) en 1952 ; il fut un ardent  défenseur de la sauvegarde du patois lorrain roman et des traditions lorraines, en particulier du Saulnois, au temps de leur déclin, après la Première Guerre mondiale. 

## Biographie
Issu d’une modeste famille de maréchaux-ferrants du Saulnois, il fait ses études à l’école normale d’instituteurs de Metz de 1908 à 1910 ; il sera en poste avant la guerre à Montdidier, Lemberg et Ajoncourt.
Il est incorporé à 24 ans dans l’armée allemande et accomplira une bonne partie de la première guerre mondiale sur le front russe, comme de nombreux Alsaciens-Lorrains.
Il reprend ensuite sa fonction d’instituteur à Liocourt dès 1919, jusqu’à 1950 (avec une interruption pendant la Seconde Guerre mondiale, pendant laquelle il sera en poste à Nancy), où il formera des générations d’enfants au sein d’une classe unique. Il comptera parmi ses élèves ses 4 enfants, nés de son union avec Marie Bello, Jeanne, Marie-Louise, Madeleine et René qui se dirigèrent tous professionnellement vers le domaine de l’éducation.
Instituteur exemplaire, ce fut aussi un artiste amateur éclairé : il jouait du violon, peignit de nombreux tableaux, s'adonna à la sculpture et dirigea une petite troupe de théâtre… Il était également un amoureux de la nature, qui sera pour lui une source d’inspiration féconde, notamment pour ses multiples dessins et croquis.

## Note Terre Lorraine
Joseph Frecaut maitrisait parfaitement le patois de la vallée de la Seille et en fit, très discrètement, l’un des grands engagements de sa vie.
C’est ainsi qu’il écrivit pendant la Grande guerre de nombreux poèmes en patois, évitant ainsi d’être lu par ses supérieurs, poèmes qu’il refusa pour la plupart ensuite de publier :  les « Lamentations ou Chansons d’guere d’i saldait maugré li ». Parmi ceux-ci « Patwès, mo maillou èmin » (Patois, mon meilleur ami) illustre son attachement à la langue de sa Lorraine.
En revanche, il créa  fin 1921, à 31 ans,  une revue intitulée « Note Terre Lorraine » (NTL) qu’il dirigera jusqu’en octobre 1927, avant de la confier à M. Marlier, un de ses fidèles contributeurs, qui la fera vivre jusqu’au milieu des années 1930. Cette revue avait pour vocation (cf n°1 d’octobre 1921) de :
- Grouper les amis du patois et les patoisants de Lorraine, de venir leur organe
- Etre un lien de plus entre les deux parties de  notre Lorraine reconstituée
- Réhabiliter notre vieux patois si souvent méprisé
- Lui assurer, à côté du français, la petite place à laquelle il peut prétendre
- Parler de notre terre lorraine, de ses habitants, de leurs usages et coutumes
- Publier d’anciens textes recueillis dans nos villages, afin de les sauver de l’oubli
- Donner aussi des productions patoises nouvelles, afin de montrer que notre patois n’est pas tout à fait mort

Revue populaire avant tout, Note terre lorraine cherchera à être amusante. Néanmoins, elle espère pouvoir rendre quelques petits services à la science.
En un mot, il s’agissait de répertorier et de faire connaître à la fois le patois  lorrain roman, ainsi que les traditions et coutumes villageoises, avant qu’ils ne disparaissent, emportés par la généralisation du français. 
La revue, créée à compte d’auteur et ne pouvant compter que sur quelques dizaines d’abonnés et de rares publicités, connu diverses vicissitudes ; initialement mensuelle, elle devient bimensuelle dès sa deuxième année ; elle fut ensuite transformée successivement  en un supplément des Cahiers Lorrains en 1924, puis de la Terre Lorraine fin 1925 avant de retrouver son indépendance courant 1927, avec une orthographe modifiée : Nate Tere Loraine. Au total, en 6 ans, Joseph Frecaut aura publié  près de 550 pages  de textes, fiauves et autres chansons relatifs au patois et traditions lorraines, ainsi que plusieurs almanachs.
La direction de cette revue le mettra en relation non seulement avec de multiples  contributeurs éclairés, mais aussi avec les principaux spécialistes universitaires et scientifiques  des patois romans ; il entretiendra une correspondance fournie notamment avec Léon Zéliqzon, auteur en 1923 du Dictionnaire des patois romans de la Moselle et Charles Bruneau, professeur à l’Université de Nancy, avec qui il tentera de mettre au point une orthographe unifiée du patois lorrain : l'évolution de  l’orthographe de la revue en est une des illustrations. Il correspondra également avec Charles Sadoul, directeur du Pays lorrain, et George Chepfer, humoriste et chansonnier.
Jean Lanher, professeur émérite à l’Université de Nancy, présenta en avril 2014 aux descendants de Joseph Frecaut la richesse de son travail, lors d’une cérémonie familiale à Liocourt.

## Sources
- Note Terre Lorraine, gazette des èmins don patoues, à compter d'octobre 1921
- Encyclopédie illustrée de la Lorraine. La vie traditionnelle, 1989, p. 43
- Bruno Schoeser, « Le chantre du Saulnois », La Revue lorraine populaire, no 111,‎ avril 1993, p. 117–119
- Archives familiales